# Rezultatele echipei naționale de fotbal a Moldovei (1991-1999)
| · Rezultatele echipei naționale de fotbal a Moldovei                                             |
| ------------------------------------------------------------------------------------------------ |
| - 2010–prezent (Meciurile 141 →) - 2000–2009 (Meciurile 51 – 140) - 1991–1999 (Meciurile 1 – 50) |

Acestea sunt rezultatele echipei naționale de fotbal a Moldovei între 1991 și 1999:

## 1991
| 2 iulie 1991Meci amical | Republica Moldova      | 2 – 4  | Georgia                                                    | Chișinău, Moldova                                                               |  |
|                         | Spiridon 27' Harea 50' | Report | Ketsbaia 5' Daraselia 13' Jishkariani 79' Kavelashvili 88' | Stadion: Stadionul Republican Spectatori: 7,000 Arbitru: Aleksandr Gorin (URSS) |  |

## 1992
| 20 mai 1992Meci amical | Republica Moldova | 1 – 1  | Lituania    | Chișinău, Moldova                                                                       |  |
|                        | Alexandrov 5'     | Report | Ramelis 78' | Stadion: Stadionul Republican Spectatori: 8,000 Arbitru: Oleksandr Dehtyaryov (Ucraina) |  |

| 18 august 1992Turneu amical în Iordania | Pakistan | 0 – 5  | Republica Moldova                       | Amman, Iordania                                                                             |  |
|                                         |          | Report | Scala 25' Alexandrov 50', 55', 70', 75' | Stadion: Amman International Stadium Spectatori: 15,000 Arbitru: Dirar Al Tamini (Iordania) |  |

| 20 august 1992Turneu amical în Iordania | Sudan            | 1 – 2  | Republica Moldova      | Amman, Iordania                                                       |  |
|                                         | Nejmi 60' (pen.) | Report | Spiridon 15' Oprea 70' | Stadion: Amman International Stadium Spectatori: 10,100 Arbitru: N.K. |  |

| 22 august 1992Jordan Tournament | Iordania   | 1 – 0  | Republica Moldova | Amman, Iordania                                                       |  |
|                                 | Tadrus 85' | Report |                   | Stadion: Amman International Stadium Spectatori: 30,000 Arbitru: N.K. |  |

| 26 august 1992Turneu amical în Iordania | Irak      | 1 – 0  | Republica Moldova | Irbid, Iordania                                                         |  |
|                                         | Jafar 20' | Report |                   | Stadion: Al Hassan Stadium Spectatori: 35,000 Arbitru: Okaid (Iordania) |  |

| 28 august 1992Turneu amical în Iordania (meciul pentru locul 3) | Congo   | 1– 3   | Republica Moldova     | Amman, Iordania                                                       |  |
|                                                                 | N.K. ?' | Report | Miterev 40', 59', 70' | Stadion: Amman International Stadium Spectatori: 18,000 Arbitru: N.K. |  |

| 14 October 1992Meci amical | Armenia | 0 – 0  | Republica Moldova | Erevan, Armenia                                                             |  |
|                            |         | Report |                   | Stadion: Hrazdan Stadium Spectatori: 4,500 Arbitru: Pogos Baliyan (Armenia) |  |

## 1994
| 16 aprilie 1994Meci amical | Statele Unite ale Americii | 1 – 1  | Republica Moldova | Jacksonville, SUA                                                                              |  |
|                            | Sorber 47'                 | Report | Kosse 85' (pen.)  | Stadion: Sam W. Wolfson Baseball Park Spectatori: 6,103 Arbitru: Joshua Patlak (Statele Unite) |  |

| 20 aprilie 1994Meci amical | Statele Unite ale Americii     | 3 – 0  | Republica Moldova | Davidson, SUA                                                                                             |  |
|                            | Klopas 3' Lapper 40' Reyna 59' | Report |                   | Stadion: Richardson Stadium, Davidson College Spectatori: 4,790 Arbitru: Zimmerman Boulos (Statele Unite) |  |

| 2 September 1994Meci amical | Republica Moldova  | 2 – 1  | Azerbaidjan  | Chișinău, Moldova                                                              |  |
|                             | Cleșcenco 10', 41' | Report | Alakbarov 3' | Stadion: Stadionul Republican Spectatori: 300 Arbitru: Anatoli Ianeț (Moldova) |  |

| 7 September 1994Euro 1996 Qual. | Georgia | 0 – 1                | Republica Moldova | Tbilisi, Georgia                                                                  |  |
|                                 |         | Report Raport (UEFA) | Oprea 40'         | Stadion: Boris Paichadze Stadium Spectatori: 62,000 Arbitru: Ahmet Çakar (Turcia) |  |

| 12 October 1994Euro 1996 Qual. | Republica Moldova                | 3 – 2                | Țara Galilor       | Chișinău, Moldova                                                              |  |
|                                | Belous 8' Secu 28' Pogorelov 76' | Report Raport (UEFA) | Speed 5' Blake 67' | Stadion: Stadionul Republican Spectatori: 18,000 Arbitru: István Vad (Ungaria) |  |

| 16 November 1994Euro 1996 Qual. | Bulgaria                                      | 4 – 1                | Republica Moldova | Sofia, Bulgaria                                                                              |  |
|                                 | Stoichkov 43', 85' Balakov 63' Kostadinov 87' | Report Raport (UEFA) | Cleșcenco 61'     | Stadion: Stadionul Național Vasil Levski Spectatori: 45,000 Arbitru: Denis McArdle (Irlanda) |  |

| 14 December 1994Euro 1996 Qual. | Republica Moldova | 0 – 3                | Germania                              | Chișinău, Moldova                                                                |  |
|                                 |                   | Report Raport (UEFA) | Kirsten 7' Klinsmann 38' Matthäus 72' | Stadion: Stadionul Republican Spectatori: 26,000 Arbitru: Jef van Vliet (Olanda) |  |

## 1995
| 29 March 1995Euro 1996 Qual. | Albania                   | 3 – 0                | Republica Moldova | Tirana, Albania                                                             |  |
|                              | Kushta 31', 80' Kaçaj 41' | Report Raport (UEFA) |                   | Stadion: Qemal Stafa Stadium Spectatori: 8,500 Arbitru: Urs Meier (Elveția) |  |

| 26 aprilie 1995Euro 1996 Qual. | Republica Moldova | 0 – 3                | Bulgaria                       | Chișinău, Moldova                                                             |  |
|                                |                   | Report Raport (UEFA) | Balakov 30' Stoichkov 57', 67' | Stadion: Stadionul Republican Spectatori: 18,000 Arbitru: Jiří Ulrich (Cehia) |  |

| 7 June 1995Euro 1996 Qual. | Republica Moldova          | 2 – 3                | Albania                       | Chișinău, Moldova                                                                 |  |
|                            | Curtianu 10' Cleșcenco 15' | Report Raport (UEFA) | Kushta 8' Bellaj 25' Vata 71' | Stadion: Stadionul Republican Spectatori: 7,000 Arbitru: Léon Schellings (Belgia) |  |

| 6 September 1995Euro 1996 Qual. | Țara Galilor | 1 – 0                | Republica Moldova | Cardiff, Țara Galilor                                                              |  |
|                                 | Speed 55'    | Report Raport (UEFA) |                   | Stadion: Cardiff Arms Park Spectatori: 6,721 Arbitru: Gylfi Thór Orrason (Islanda) |  |

| 8 October 1995Euro 1996 Qual. | Germania                                                       | 6 – 1                | Republica Moldova | Leverkusen, Germania                                                                   |  |
|                               | Stroenco 16' (o.g.) Helmer 18' Sammer 24', 72' Möller 47', 61' | Report Raport (UEFA) | Rebeja 82'        | Stadion: Ulrich Haberland Stadion Spectatori: 18,400 Arbitru: Zygmunt Ziober (Polonia) |  |

| 15 November 1995Euro 1996 Qual. | Republica Moldova                      | 3 – 2                | Georgia                            | Chișinău, Moldova                                                                    |  |
|                                 | Testemițanu 5' (pen.) Miterev 17', 68' | Report Raport (UEFA) | Dzhanashia 66' Culibaba 77' (o.g.) | Stadion: Stadionul Republican Spectatori: 9,000 Arbitru: Mario van der Ende (Olanda) |  |

## 1996
| 9 aprilie 1996Meci amical | Republica Moldova            | 2 – 2  | Ucraina           | Chișinău, Moldova                                                              |  |
|                           | Testemițanu 72' Popovici 84' | Report | Huseynov 49', 66' | Stadion: Stadionul Republican Spectatori: 4,500 Arbitru: Vadzim Zhuk (Belarus) |  |

| 1 June 1996Meci amical | România                       | 3 – 1  | Republica Moldova | București, România                                                             |  |
|                        | Petrescu 28' Popescu 36', 40' | Report | Testemițanu 78'   | Stadion: Stadionul Steaua Spectatori: 4,000 Arbitru: Vasyl Melnychuk (Ucraina) |  |

| 14 august 1996Meci amical | Turcia                   | 2 – 0  | Republica Moldova | İstanbul, Turcia                                                                           |  |
|                           | Sancakli 68', 90' (pen.) | Report |                   | Stadion: BJK İnönü Stadium Spectatori: 7,345 Arbitru: Salem Prolić (Bosnia și Herțegovina) |  |

| 1 September 19961998 World Cup Qual. | Republica Moldova | 0 – 3                | Anglia                               | Chișinău Moldova                                                                |  |
|                                      |                   | Report Report (FIFA) | Barmby 24' Gascoigne 26' Shearer 61' | Stadion: Stadionul Republican Spectatori: 13,500 Arbitru: Ilkka Koho (Finlanda) |  |

| 5 October 19961998 World Cup Qual. | Republica Moldova | 1 – 3                | Italia                          | Chișinău, Moldova                                                               |  |
|                                    | Curtianu 12'      | Report Report (FIFA) | Ravanelli 8', 87' Casiraghi 67' | Stadion: Stadionul Republican Spectatori: 4,085 Arbitru: Gerd Grabher (Austria) |  |

| 30 October 1996Meci amical | Indonezia | 1– 2   | Republica Moldova | Genova, Italia                                                                   |  |
|                            | Sakti 35' | Report | Miterev 62', 70'  | Stadion: Stadio La Sciorba Spectatori: 70 Arbitru: Massimo Compofierito (Italia) |  |

| 10 November 19961998 World Cup Qual. | Polonia                            | 2 – 1                | Republica Moldova    | Katowice, Polonia                                                         |  |
|                                      | Bałuszyński 4' Warzycha 77' (pen.) | Report Report (FIFA) | Cleșcenco 83' (pen.) | Stadion: Stadion GKS Spectatori: 8,000 Arbitru: Sotirios Vorgias (Grecia) |  |

## 1997
| 23 March 1997Meci amical | Ucraina    | 1 – 0  | Republica Moldova | Kiev, Ucraina                                                                                     |  |
|                          | Rebrov 56' | Report |                   | Stadion: Olimpiyskiy National Sports Complex Spectatori: 2,500 Arbitru: Robert Sedlacek (Austria) |  |

| 29 March 19971998 World Cup Qual. | Italia                         | 3 – 0                | Republica Moldova | Triest, Italia                                                                    |  |
|                                   | Maldini 24' Zola 45' Vieri 50' | Report Report (FIFA) |                   | Stadion: Stadio Nereo Rocco Spectatori: 26,000 Arbitru: Gilles Veissière (Franța) |  |

| 7 June 19971998 World Cup Qual. | Georgia                     | 2 – 0                | Republica Moldova | Batumi, Georgia                                                            |  |
|                                 | Arveladze 27' Kinkladze 51' | Report Report (FIFA) |                   | Stadion: Tsentral Stadiu Spectatori: 12,500 Arbitru: Charles Agius (Malta) |  |

| 10 September 19971998 World Cup Qual. | Anglia                                    | 4 – 0                | Republica Moldova | Londra, Anglia                                                                  |  |
|                                       | Scholes 29' Wright 46', 90' Gascoigne 81' | Report Report (FIFA) |                   | Stadion: Wembley Stadium Spectatori: 74,102 Arbitru: Karl-Erik Nilsson (Suedia) |  |

| 24 September 19971998 World Cup Qual. | Republica Moldova | 0 – 1                | Georgia      | Chișinău, Moldova                                                            |  |
|                                       |                   | Report Report (FIFA) | Ketsbaia 10' | Stadion: Stadionul Republican Spectatori: 8,000 Arbitru: Dani Koren (Israel) |  |

| 7 October 19971998 World Cup Qual. | Republica Moldova | 0 – 3                | Polonia                 | Chișinău, Moldova                                                             |  |
|                                    |                   | Report Report (FIFA) | Juskowiak 23', 56', 60' | Stadion: Stadionul Republican Spectatori: 8,000 Arbitru: Metin Tokat (Turcia) |  |

## 1998
| 22 March 1998Meci amical | Azerbaidjan  | 1 – 0  | Republica Moldova | Baku, Azerbaijan                                                                      |  |
|                          | Hüseynov 48' | Report |                   | Stadion: Tofiq Bahramov Stadium Spectatori: 10,000 Arbitru: Asim Xudiyev (Azerbaijan) |  |

| 6 June 1998Meci amical | România                                                            | 5 – 1  | Republica Moldova | Ploiești, România                                                                |  |
|                        | Popescu 32' Petrescu 34' Dumitrescu 49' Moldovan 72' Niculescu 84' | Report | Tabanov 88'       | Stadion: Stadionul Ilie Oană Spectatori: 7,000 Arbitru: Zoran Arsić (Iugoslavia) |  |

| 16 august 1998Meci amical | Lituania         | 1 – 1  | Republica Moldova     | Kaunas, Lituania                                                                         |  |
|                           | Bezykornovas 24' | Report | Miknevičius 44' (o.g) | Stadion: Darius and Girėnas Stadium Spectatori: 1,500 Arbitru: Sergejus Slyva (Lituania) |  |

| 20 august 1998Meci amical | Estonia | 0 – 1  | Republica Moldova | Kohtla-Järve, Estonia                                                               |  |
|                           |         | Report | Cleșcenco 68'     | Stadion: Spordikeskuse Staadion Spectatori: 1,800 Arbitru: Oleg Timofejev (Estonia) |  |

| 5 September 1998Prel. Euro 2000 | Finlanda                                | 3 – 2                | Republica Moldova | Helsinki, Finlanda                                                          |  |
|                                 | Kolkka 8' Johansson 44' Paatelainen 63' | Report Raport (UEFA) | Oprea 10', 12'    | Stadion: Olympic Stadium Spectatori: 18,717 Arbitru: Graham Barber (Anglia) |  |

| 23 September 1998Meci amical | Republica Moldova | 0 – 0  | România B | Chișinău, Moldova                                                                   |  |
|                              |                   | Report |           | Stadion: Stadionul Republican Spectatori: 6,000 Arbitru: Vladimir Antonov (Moldova) |  |

| 14 October 1998Prel. Euro 2000 | Republica Moldova | 1 – 3                | Germania                      | Chișinău, Moldova                                                                      |  |
|                                | Guzun 6'          | Report Raport (UEFA) | Kirsten 19', 35' Bierhoff 38' | Stadion: Stadionul Republican Spectatori: 5,000 Arbitru: Juan Fernández Marín (Spania) |  |

| 18 November 1998Prel. Euro 2000 | Irlanda de Nord      | 2 – 2                | Republica Moldova                | Belfast, Irlanda de Nord                                                     |  |
|                                 | Dowie 49' Lennon 63' | Report Raport (UEFA) | Gaidamașciuc 22' Testemițanu 56' | Stadion: Windsor Park Spectatori: 11,500 Arbitru: Vladimír Hriňák (Slovacia) |  |

## 1999
| 10 March 1999Meci amical | Malta | 0 – 2  | Republica Moldova        | Attard, Malta                                                                           |  |
|                          |       | Report | Epureanu 74' Suharev 87' | Stadion: Ta' Qali National Stadium Spectatori: 350 Arbitru: Roland Beck (Liechtenstein) |  |

| 27 March 1999Prel. Euro 2000 | Turcia               | 2 – 0                | Republica Moldova | Istanbul, Turcia                                                                  |  |
|                              | Șükür 34' Sergen 90' | Report Raport (UEFA) |                   | Stadion: Ali Sami Yen Stadium Spectatori: 20,000 Arbitru: Konrad Plautz (Austria) |  |

| 31 March 1999Prel. Euro 2000 | Republica Moldova | 0 – 0                | Irlanda de Nord | Chișinău, Moldova                                                                 |  |
|                              |                   | Report Raport (UEFA) |                 | Stadion: Stadionul Republican Spectatori: 13,000 Arbitru: Edo Trivković (Croația) |  |

| 4 June 1999Prel. Euro 2000 | Germania                                              | 6 – 1                | Republica Moldova | Leverkusen, Germania                                                              |  |
|                            | Bierhoff 2', 56', 82' Kirsten 27' Bode 38' Scholl 71' | Report Raport (UEFA) | Stratulat 76'     | Stadion: BayArena Spectatori: 21,000 Arbitru: Jorge Monteiro Coroado (Portugalia) |  |

| 9 June 1999Prel. Euro 2000 | Republica Moldova | 0 – 0                | Finlanda | Chișinău, Moldova                                                                  |  |
|                            |                   | Report Raport (UEFA) |          | Stadion: Stadionul Republican Spectatori: 8,000 Arbitru: Florenzo Treossi (Italia) |  |

| 18 august 1999Meci amical | Ungaria    | 1 – 1  | Republica Moldova | Budapesta, Ungaria                                                            |  |
|                           | Vilmos 39' | Report | Cleșcenco 65'     | Stadion: Üllői úti Stadion Spectatori: 5,000 Arbitru: Wolfgang Sowa (Austria) |  |

| 8 September 1999Prel. Euro 2000 | Republica Moldova | 1 – 1                | Turcia     | Chișinău, Moldova                                                                      |  |
|                                 | Epureanu 3'       | Report Raport (UEFA) | Tayfur 76' | Stadion: Stadionul Republican Spectatori: 10,000 Arbitru: Andreas Schluchter (Elveția) |  |

| 16 December 1999Meci amical | Grecia                         | 2 – 0  | Republica Moldova | Larissa, Grecia                                                            |  |
|                             | Georgiadis 61' Frantzeskos 63' | Report |                   | Stadion: Alcazar Stadium Spectatori: 1,500 Arbitru: Orhan Erdemir (Turcia) |  |